# Alley oop
Az alley oop egy olyan mozdulat, melynek során az egyik játékos odadobja a már ugráshoz készülő játékoshoz a labdát, majd akinek a labdát dobták a levegőben kapja el azt, majd bedobja/bezsákolja a kosárba. Egy ember is képes megcsinálni, ilyenkor a labdát maga elé vagy a kosárlabda palánkra dobja és a visszapattanó labdát zsákolja be. Leggyakrabban streetballban és kosárlabdában használják, de ehhez hasonló támadó játék a kézilabdában használt kínai-figura.